# Jerry Baskerville
Jerry W. Baskerville (Filadelfia, 10 novembre 1951) è un ex cestista statunitense, professionista nella NBA.

## Carriera
Venne selezionato dai Boston Celtics come scelta supplementare del Draft NBA 1974.

## Palmarès
- EBA Most Valuable Player (1975)